# 시드니 콜먼
시드니 리처드 콜먼(영어: Sidney Richard Coleman, 1937–2007)은 미국의 이론물리학자다.

## 생애
시카고에서 태어나고 자랐다. 1957년에 일리노이 공과대학교에서 물리학 학사 학위를 수여받고, 1962년에 캘리포니아 공과대학교에서 박사 학위를 수여받았다. 그 뒤 하버드 대학교로 옮겼다.
1970년대 말 아내 다이애나(영어: Diana)를 만났고, 1982년 혼인하였다.
콜먼의 강의록 《대칭의 양상》(영어: Aspects of Symmetry)은 오늘날에도 표준적인 교재로 쓰인다.

## 참고 문헌
- Glashow, Sheldon (2008년 5월). “Sidney Richard Coleman”. 《Physics Today》 (영어) 61 (5): 69. doi:10.1063/1.2930745. 2012년 12월 9일에 원본 문서에서 보존된 문서. 2022년 7월 2일에 확인함.
- National Academy of Sciences Biographical Memoir[깨진 링크(과거 내용 찾기)]